# Calvin na dvoře krále Artuše
Calvin na dvoře krále Artuše (v anglickém originále A Kid in King Arthur’s Court) je americko-maďarsko-britský dobrodružný film z roku 1995. Režisérem filmu je Michael Gottlieb. Hlavní role ve filmu ztvárnili Thomas Ian Nicholas, Joss Ackland, Art Malik, Paloma Baeza a Kate Winslet.

## Obsazení
| Thomas Ian Nicholas | Calvin Fuller   |
| Joss Ackland        | král Artuš      |
| Art Malik           | Lord Belasco    |
| Paloma Baeza        | princezna Katey |
| Kate Winslet        | princezna Sarah |
| Daniel Craig        | master Kane     |
| David Tysall        | Ratan           |
| Ron Moody           | Merlin          |